# Ecuba
Ecuba és una òpera del compositor italià Nicola Antonio Manfroce. Aquesta fou representada per primer cop al Teatro San Carlo el 13 de desembre de 1812. Suposa l’obra de més entitat del compositor. L’èxit d’Ecuba va ser notable i l’òpera es va seguir representant durant un període de sis mesos. El text fou escrit per Giovanni Schmidt (Livorno 1775 – Nàpols 1825) el qual va traduir i adaptar el llibret original (en francès) de M. Milcent. Schmidt era el llibretista més conegut de Nàpols i és el que, dos anys més tard, treballarà amb Rossini per a Elisabetta, Regina d’Inghilterra. Ecuba serà la última gran obra que compondrà Nicola Antonio Manfroce.

## Personatges
| Personatge | Veu     |
| ---------- | ------- |
| Priam      | Tenor   |
| Aquiles    | Tenor   |
| Ecuba      | Soprano |
| Polissena  | Soprano |
| Teona      | Soprano |
| Antiloco   | Tenor   |
| Duc grec   | Tenor   |

Cor: Sacerdots, sèquit de Priam, comandants de l’armada Troiana, sèquit d’Ecuba i de Polissena, Sèquit d’Aquiles, soldats grecs i troians i població de Troia.
L'escena es duu a terme a Troia.

## Argument

### Primer acte
Escena 1: L’acció es duu a terme a Troia, assetjada per l’armada grega. La filla del rei Priam i la reina Ecuba, Polissena, li revela a la seva criada, Teona, que està enamorada d’Aquiles, tot i que hagi matat al seu germà, Hector.
Escena 2: Priam anuncia que els grecs proposen la pau a canvi del casament d’Aquiles amb Polissena. Ecuba es nega a acceptar que l’assassí del seu fill es converteixi en un membre de la família però els troians, cansats de la guerra, aproven el pacte. Ecuba s'adona que no pot fer-hi res i fa veure que ho accepta.
Escena 3: Aquiles – a Troia per formar part de la cerimònia d'enterrament d’Hector – declara el seu amor per Polissena i es declara fidel a Priam i Ecuba.
Escena 4: La gent canta oracions per la mort d’Hector.

### Segon acte
Escena 1: Aquiles i Polissena es declaren el seu amor.
Escena 2: Ecuba entra i li demana a Aquiles que s'uneixi a Priam i als Troians.
Escena 3: Sola amb Polissena, Ecuba li demana que mati a Aquiles durant la boda quan ell estigui desarmat i sense protecció. En veure la reacció de Polissena, Ecuba s'adona que l’amor de la seva filla es vertader i li diu que actuarà per ella mateixa. Tot i això la filla es declara fidel a la mare.
Escena 4: Les criades vesteixen a Polissena, trista i desesperada, pel casament.
Escena 5: Monòleg de Polissena lamentant el seu terrible destí.
Escena 6: Aquilles entra. Per salvar-lo, Polissena li explica que ha canviat d’opinió i que no es vol casar amb ell.
Escena 7: Per intentar salvar la situació, Aquiles demana ajuda a Priam i Ecuba perquè l’ajudin a convèncer Polissena perquè s'hi casi. Ambdós li diuen que l’ajudaran (el rei per aconseguir la pau i la reina per a dur a terme el seu pla mortal). En una situació tràgica i plena d’ambigüitats Polissena és forçada a seguir amb els preparatius del casament.

### Tercer acte
Escena 1: Durant el casament Priam i Aquiles reafirmen els seus llaços. Polissena torna a intentar parar la boda però l’arribada de Antiloco fa que no pugui aconseguir-ho.
Escena 2: Antiloco anuncia que els grecs estan assaltant la ciutat i estan massacrant a la població. Ecuba i un grup de troians agafen Aquiles i el maten.
Escena 3: Polissena es lamenta de la seva sort adversa.
Escena 4: Tot està perdut: Priam abraça Polissena com a última esperança i Ecuba es penedeix dels seus actes.
Escena 5: Un guerrer grec segresta Polissena per a sacrificar-la a la tomba d’Aquiles. Abandonada, Ecuba s'entrega als grecs explicant-li’s el que ha passat des que són a Troia. Mentrestant, Troia cau mentre els grecs aniquilen a tots els habitants.

## Instrumentació
La partitura de Nicola A. Manfroce preveu:
- Flauta
- 2 oboes
- 2 clarinets
- 2 fagots
- 2 trompes
- 2 trompetes
- 3 trombons
- Serpentó
- Timbales
- Arpa
- Instruments de corda fregada[4]

## Repartiment original
| Personatge | Veu     | Intèrpret                    |
| ---------- | ------- | ---------------------------- |
| Ecuba      | Soprano | Marietta Marchesini Maillard |
| Polissena  | Soprano | Marianna Borroni             |
| Aquiles    | Tenor   | Manuel García                |
| Priam      | Tenor   | Andrea Nozzari               |
| Teona      | Soprano | Elisabetta Pinotti           |
| Antiloco   | Tenor   | Raffaele Ferraro             |
| Duc grec   | Tenor   | Gaetano Chizzola             |

## Discografia
BERNART, Massimo de (1990). Ecuba. [Enregistrament sonor]. Itàlia: Bongiovanni.